# Steine an der Grenze

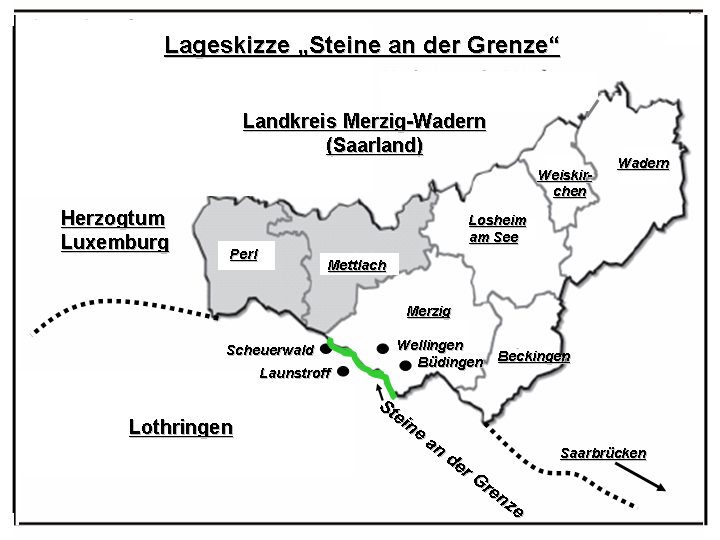
kaart Merzig/Saarland

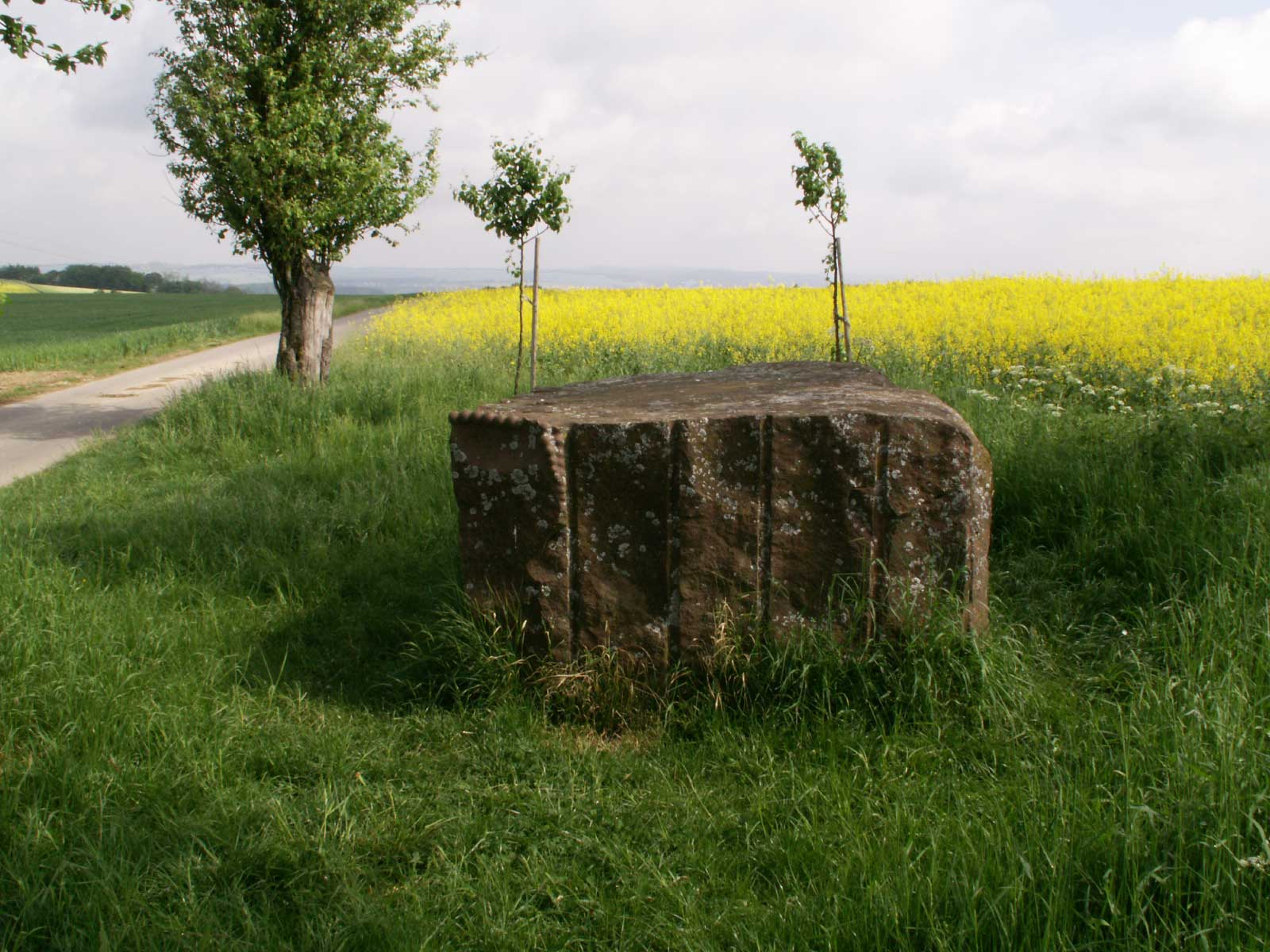
Karl Prantl: Meditationsstein (1987)

Steine an der Grenze is een beeldenroute, gesticht door de beeldhouwer Paul Schneider, bij de plaats Merzig in de Duitse deelstaat Saarland. 

## Geschiedenis
In 1971/72 nam Schneider deel aan het eerste Internationale Bildhauer-Symposion in Sankt Wendel. Dit symposium was georganiseerd door Leo Kornbrust en leidde tot de Straße der Skulpturen (St. Wendel). Een jaar later werd hij als steenbeeldhouwer uitgenodigd deel te nemen aan het Symposion Europäischer Bildhauer in het Oostenrijkse Sankt Margarethen im Burgenland, dat in 1959 voor het eerst plaatsvond op initiatief van de beeldhouwer Karl Prantl. 
Tijdens zijn deelname aan Karl Prantl's "Symposion Europäischer Bildhauer" ontstond bij Schneider de wens een eigen symposium voor steenbeeldhouwers te organiseren. In 1985 stichtte hij met gelijkgezinden een vereniging en een jaar later vond het eerste Bildhauersymposion bei Merzig plaats. Hij had kunstenaars uitgenodigd uit Duitsland, Frankrijk, Luxemburg en Zwitserland. Hun beeldhouwwerken werden langs wandelpaden geplaatst, die langs de Frans-Duitse grens liepen. Schneider gaf het project de naam "Steine an der Grenze". Nog zes zulke symposia vonden plaats, waarmee het totaal der gemaakte sculpturen op dertig kwam, gemaakt door 28 internationale beeldhouwers. In 2002 werden de twee projecten "Steine an der Grenze" en "Straße der Skulpturen (St. Wendel)" samengevoegd. Schneider sloot zijn project ook aan bij de door Leo Kornbrust geïnitieerde "Europese Straße des Friedens".

## Deelnemers
Tot de deelnemers behoorden onder anderen:
- Miloslav Chlupáč
- Gerard Höweler
- Kubach-Wilmsen
- Eileen MacDonagh
- Karl Prantl
- Paul Schneider
- Gerard van Rooij